# Ruhpolding
Ruhpolding (in dialetto "Ruapading") è un comune tedesco di 6 358 abitanti, situato nel land della Baviera.

## Geografia

### Laghi
- Lödensee
- Mittersee
- Weitsee

## Sport

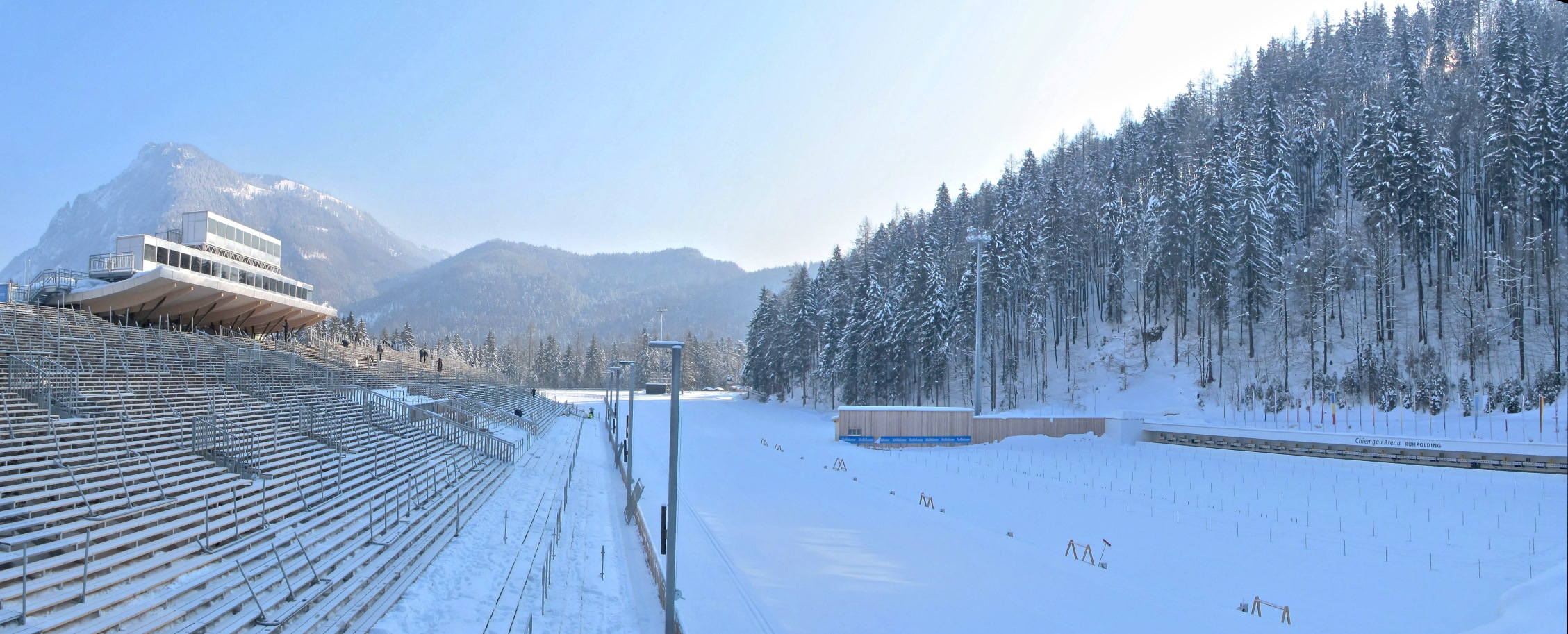
La Chiemgau-Arena

Stazione sciistica specializzata nello sci nordico, Ruhpolding è attrezzata con lo stadio di biathlon Chiemgau-Arena, che include anche il trampolino Große Zirmbergschanze.
Ha ospitato numerose competizioni internazionali di biathlon, tra le quali quattro rassegne iridate (nel 1979, nel 1985, nel 1996 e nel 2012) e numerose tappe della Coppa del Mondo (anche la prima in assoluto, il 13 gennaio 1978), oltre ad alcune gare di sci di fondo, di salto con gli sci (tra le quali una tappa della Coppa del Mondo 1993) e di combinata nordica, incluse alcune tappe della Coppa del Mondo.